# 康皮站
康皮地铁站（芬蘭語：Kampin metroasema），是芬兰赫爾辛基地鐵的车站。该站服务于赫尔辛基市中心的康皮区，与康皮中心汽车站和购物中心组合为一个整体建筑。M1和M2两条地铁线都停靠康皮站。
该站开通于1983年3月1日，距离中央火车站0.5公里，距离草湾站1.2公里。该站为赫尔辛基地铁站最深的车站，深度为31公里，海平面以下15米。该站预设了第二个月台，与现今使用的月台下面成90度，可供将来开设的地铁线路使用。如同赫尔辛基的其他地铁站一样，该站在战时可作为地下防空洞。
2005年6月2日开通的一个东边的入口，与康皮中心直接相连。

## 图集

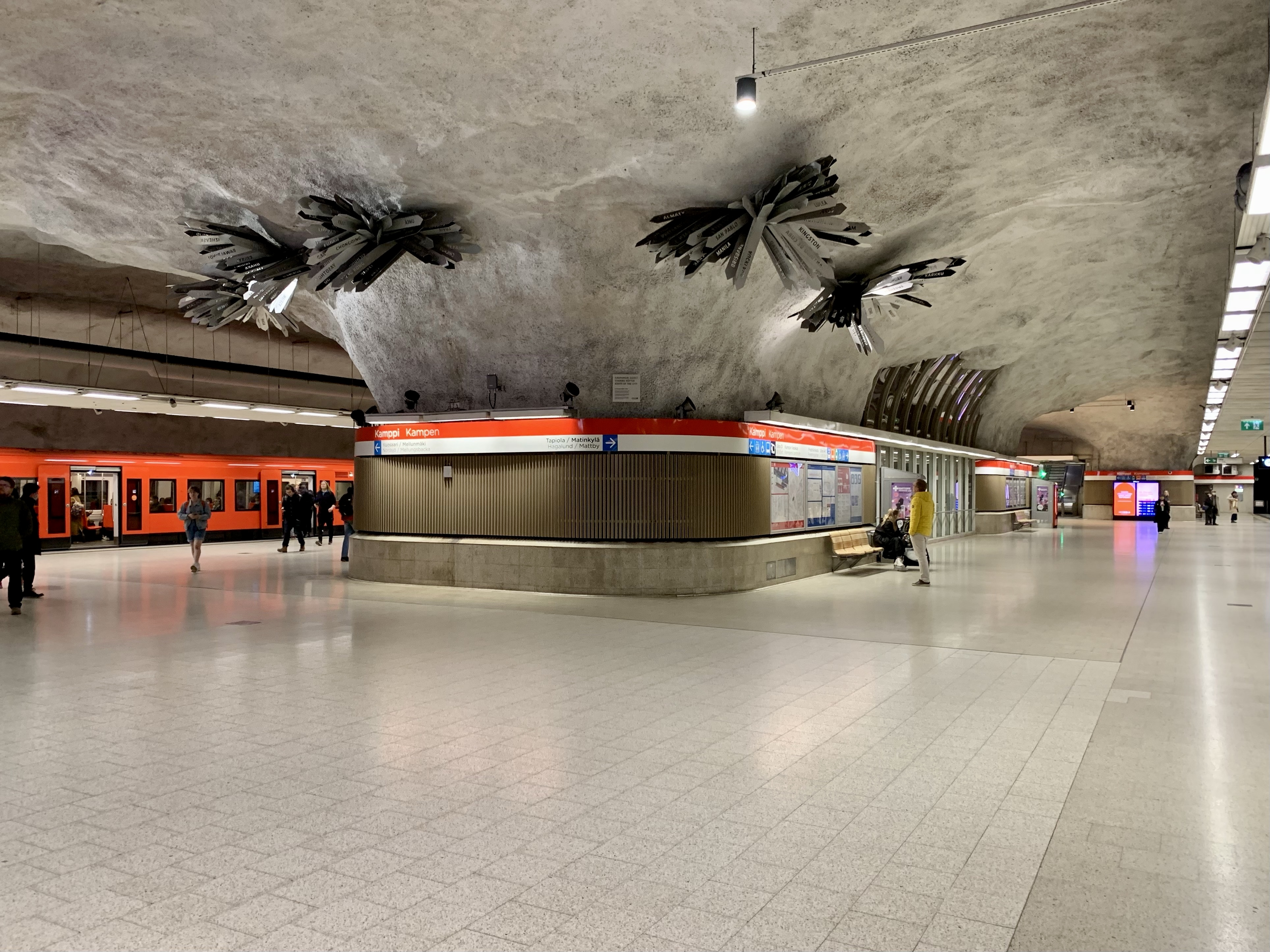
月台
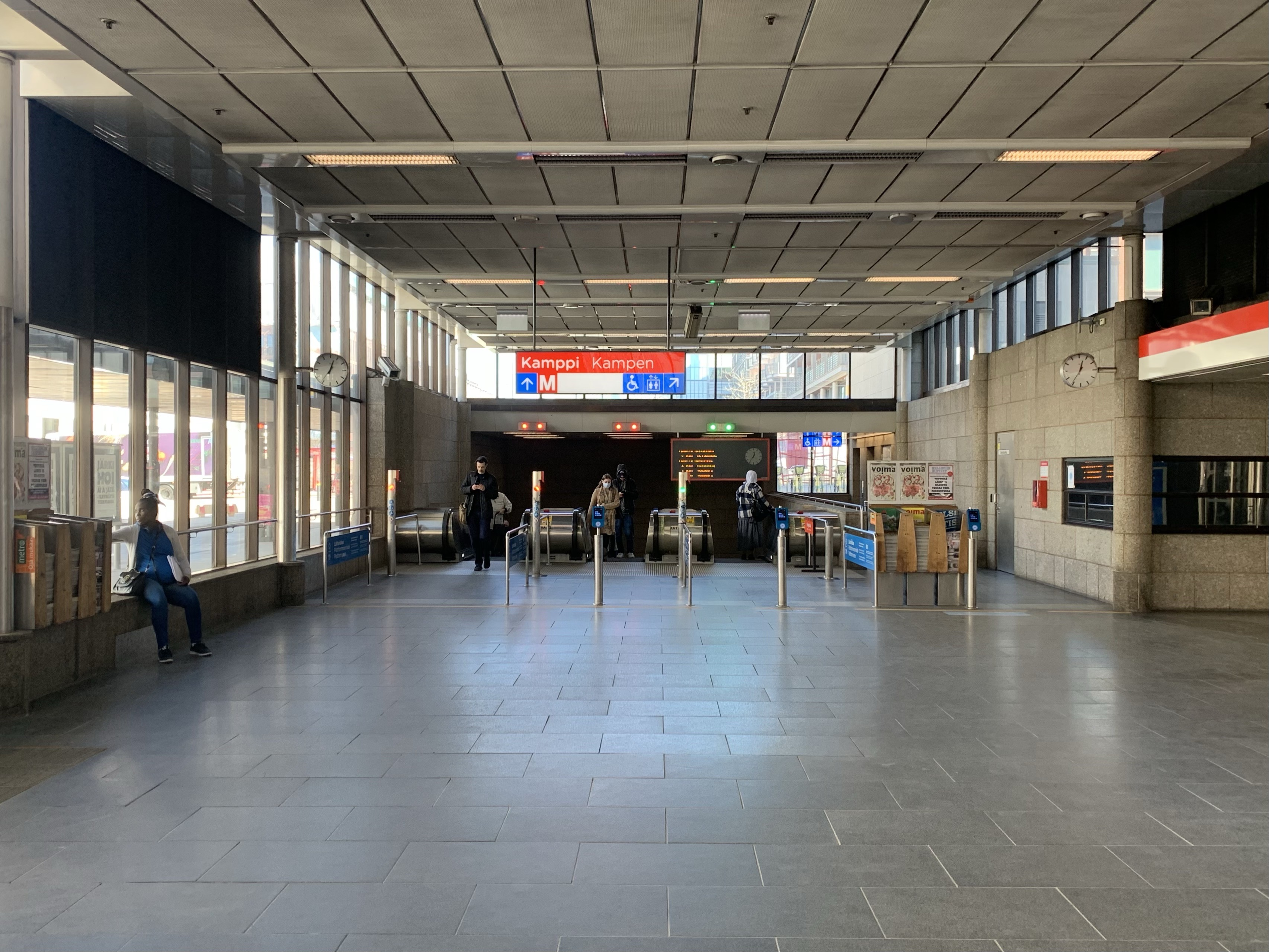
开通于1983年的最初的售票厅
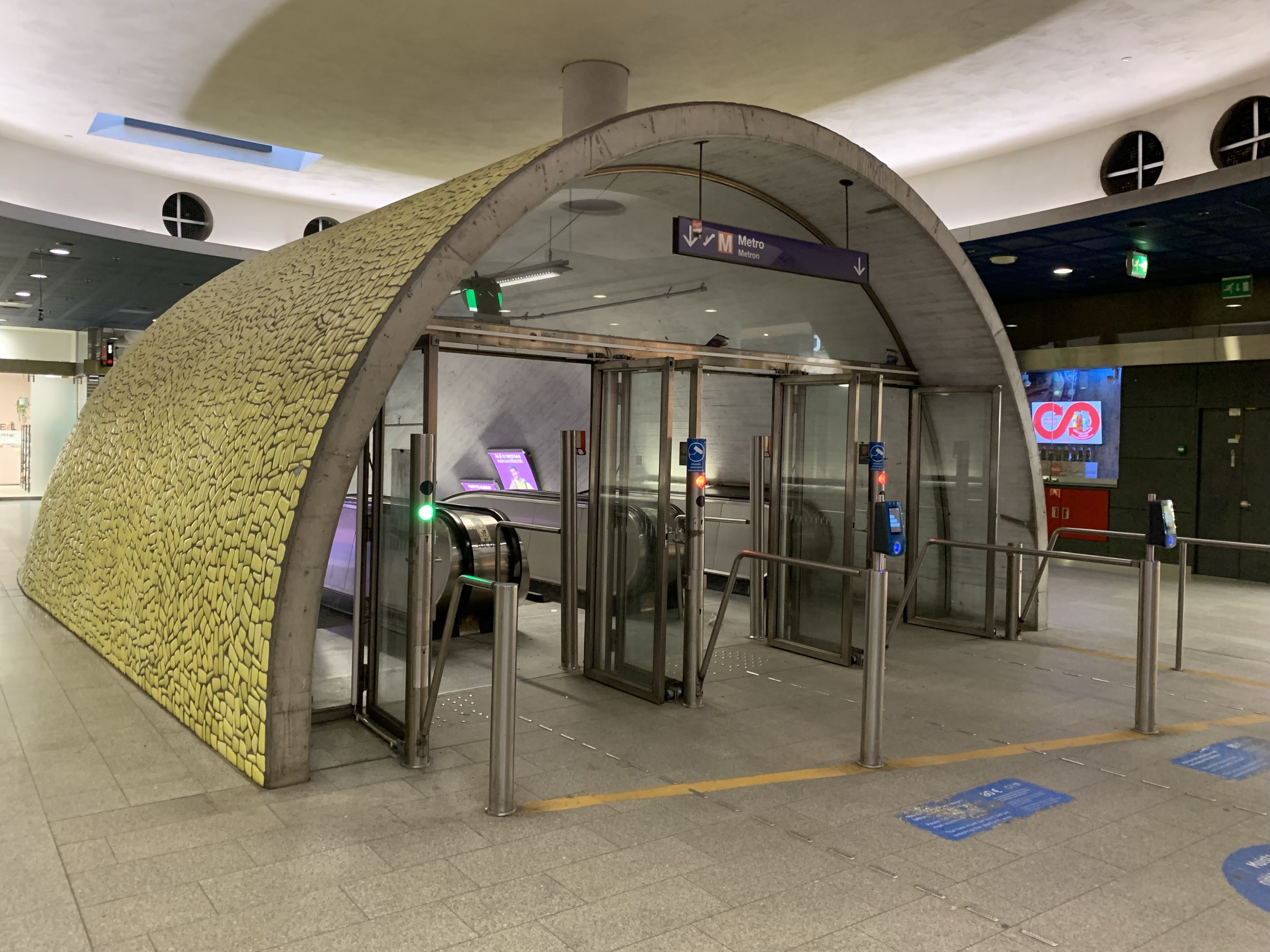
开通于2005年的购物中心里的入口
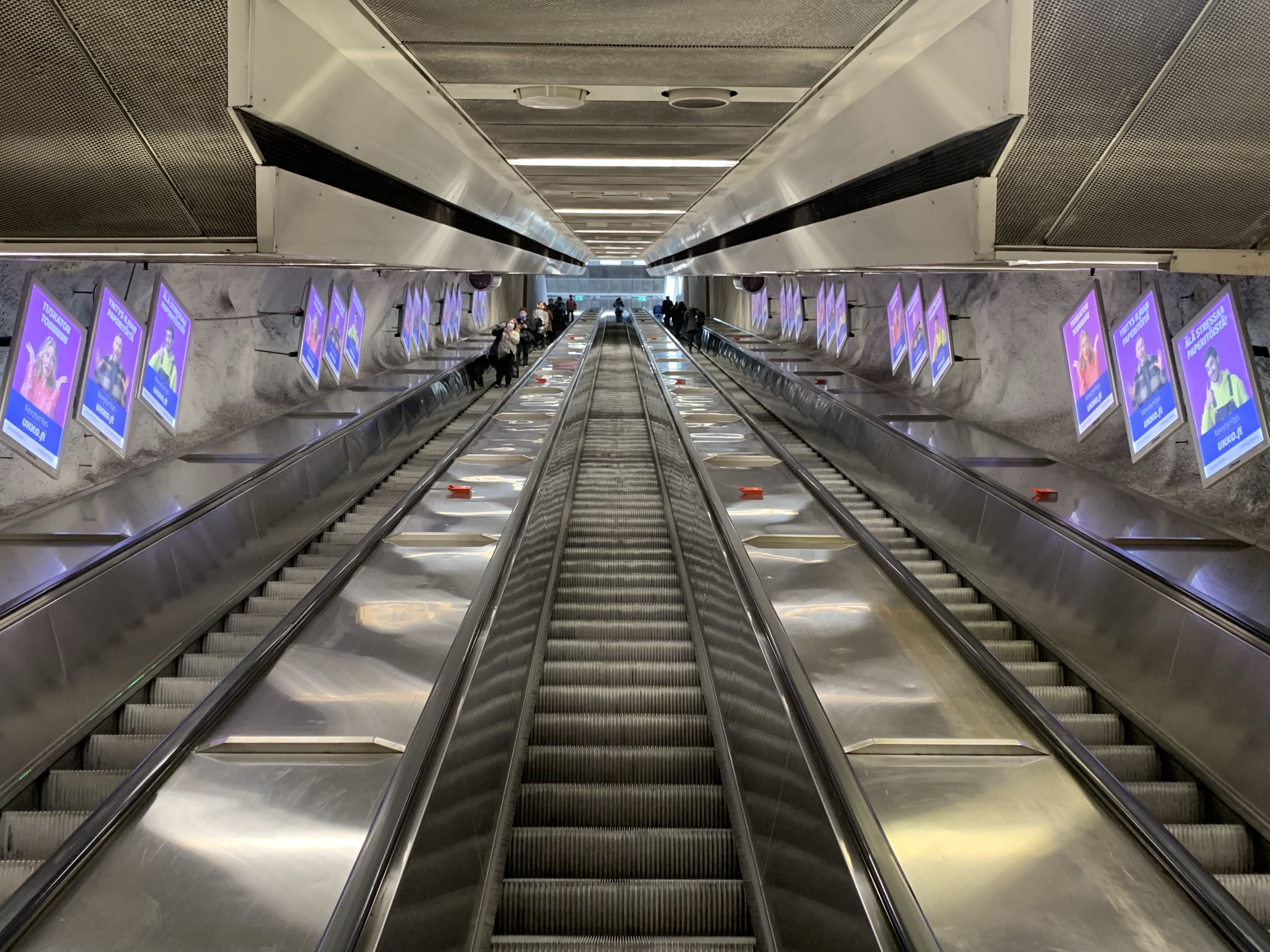
通往售票厅的扶梯
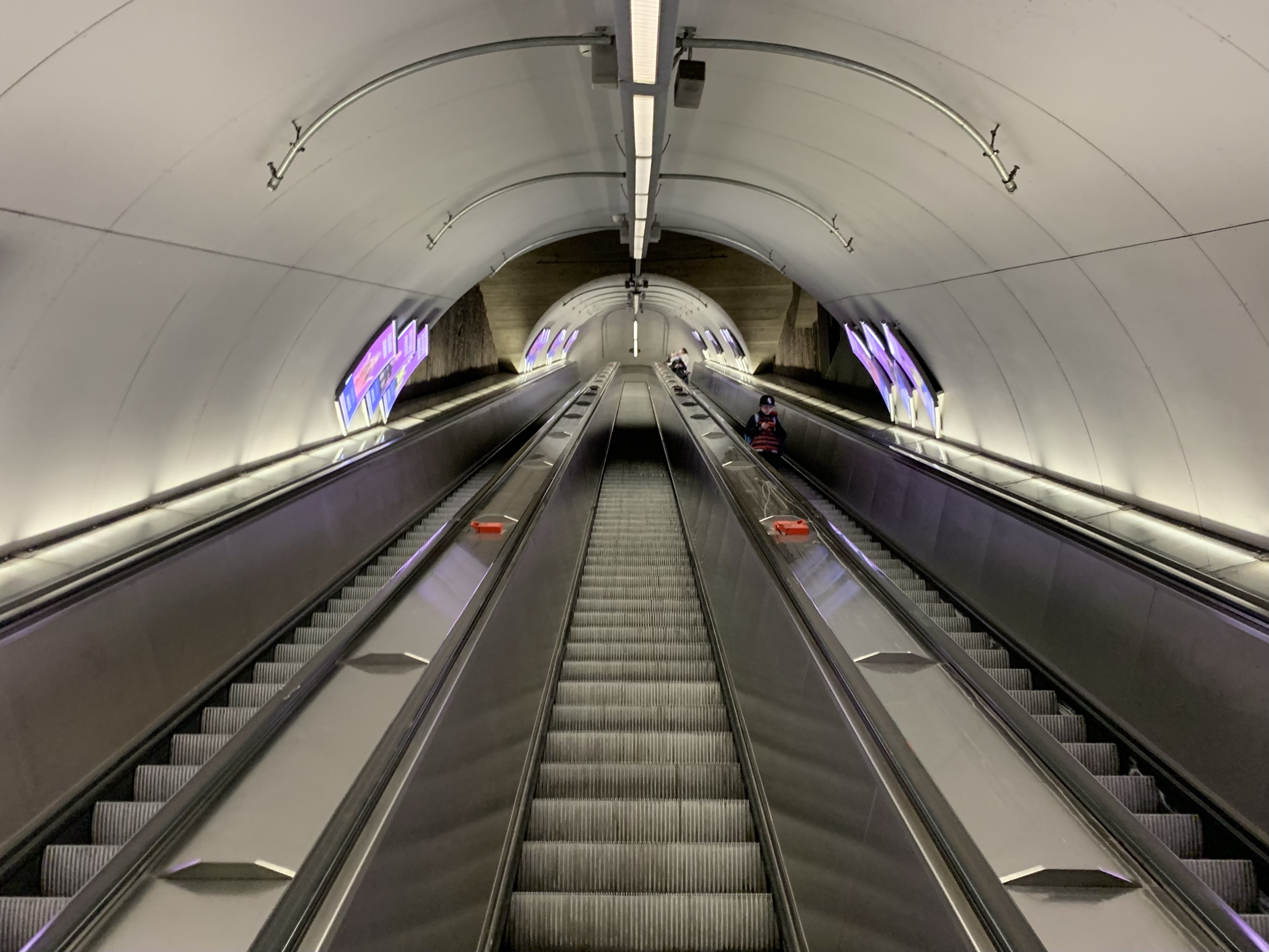
通往购物中心的扶梯